# Kirchardt
Kirchardt è un comune tedesco di 5 492 abitanti, situato nel land del Baden-Württemberg.